# توم إيفانز (سياسي)
توم إيفانز (بالإنجليزية: Tom Evans)‏ هو سياسي أسترالي، ولد في 18 أبريل 1929 في دنمارك في أستراليا، وتوفي في 27 فبراير 1995 في أستراليا. حزبياً، نشط في حزب العمال الأسترالي ‏. وقد انتخب عضو الجمعية التشريعية لأستراليا الغربية.